# Prêmio Karp
O Prêmio Karp é concedido pela Associação da Lógica Simbólica desde 1973, para um livro ou artigo de destaque em lógica simbólica. É concedido a cada 5 anos e o trabalho premiado deve ser originado principalmente também dos cinco últimos anos. O prêmio é denominado em homenagem a Carol Karp, professora de lógica da University System of Maryland.

## Laureados
- 1978: Robert Vaught
- 1983: Saharon Shelah
- 1988: Donald Anthony Martin, John Robert Steel, William Hugh Woodin
- 1993: Ehud Hrushovski, Alex Wilkie
- 1998: Ehud Hrushovski
- 2003; Gregory Hjorth, Alexander Sotirios Kechris
- 2008: Zlil Sela
- 2013: Moti Gitik, Ya’acov Peterzil, Jonathan Pila, Sergei Startschenko, Alex Wilkie